# Ethmia
Ethmia is een geslacht van vlinders uit de familie van de grasmineermotten (Elachistidae).

## Soorten
- E. abraxasella Walker, 1864
- E. acontias Meyrick, 1906
- E. afghana Sattler, 1967
- E. alba (Amsel, 1949)
- E. albicostella Beutenmüller, 1889
- E. albifrontella Sattler, 1967
- E. albilineata Viette, 1952
- E. albistrigella Walsingham, 1880
- E. albitogata Walsingham, 1907
- E. amasina Staudinger, 1880
- E. ampanella Viette, 1976
- E. andranella Viette, 1976
- E. angarensis Caradja, 1939
- E. angustalatella Powell, 1973
- E. anthracopis Meyrick, 1902
- E. apicipunctella Chambers, 1875
- E. arabica Amsel, 1961
- E. arctostaphylella Walsingham, 1880
- E. argomicta Meyrick, 1920
- E. argopa Meyrick, 1910
- E. asbolarcha Meyrick, 1938
- E. assamensis Butler, 1879
- E. atriflorella Viette, 1958
- E. aurifluella (Hübner, 1810)
- E. austronamibiensis Mey, 2011
- E. autoschista Meyrick, 1932
- E. baja Powell, 1973
- E. baliostola Walsingham, 1912
- E. ballistis Meyrick, 1908
- E. baronella Viette, 1976
- E. befasiella Viette, 1958
- E. bicolorella (Guenée, 1879)
- E. bipunctella

Grote zwartwitmot (Fabricius, 1775)
- E. bittenella Busck, 1906
- E. bombina Sattler, 1967
- E. bradleyi Viette, 1952
- E. brevistriga Clarke, 1950
- E. burnsella Powell, 1973
- E. caliginosella Busck, 1904
- E. calumniella Powell, 1973
- E. candidella (Alpheraky, 1908)
- E. caradjae Rebel, 1907
- E. cassiopeia Meyrick, 1927
- E. catapeltica Meyrick, 1924
- E. cellicoma Meyrick, 1931
- E. circumdatella (Walker, 1863)
- E. cirrhocnemia (Lederer, 1870)
- E. cirrhosoma Meyrick, 1920
- E. clarkei Powell, 1973
- E. clava Powell, 1973
- E. clytodoxa Turner, 1917
- E. comitella Caradja, 1927
- E. comoriensis Viette, 1963
- E. confusella Walker, 1863
- E. confusellastra Powell, 1973
- E. conglobata Meyrick, 1912
- E. coquillettella Busck, 1907
- E. cordia Powell, 1973
- E. coronata Walsingham, 1912
- E. coscineutis Meyrick, 1912
- E. crocosoma Meyrick, 1914
- E. cubensis Busck, 1934
- E. cupreonivella Walsingham, 1880
- E. cyanea Walsingham, 1912
- E. cypraeella Zeller, 1863
- E. cypraspis Meyrick, 1930
- E. cyrenaicella (Amsel, 1955)
- E. chalcodora Meyrick, 1911
- E. chalcogramma Powell, 1973
- E. charybdis Powell, 1973
- E. chemsaki Powell, 1959
- E. chrysopyga Zeller, 1844
- E. chrysopygella (Kolenati, 1846)
- E. dactylia Meyrick, 1912
- E. davisella Powell, 1973
- E. decaryanum (Viette, 1954)
- E. deconfiturella Viette, 1963
- E. decui Capuse, 1981
- E. dehiscens Meyrick, 1924
- E. delliella Fernald, 1891
- E. dentata Diakonoff & Sattler, 1966
- E. derbendella Sattler, 1967
- E. discostrigella Chambers, 1877
- E. discrepitella (Rebel, 1901)
- E. distigmatella (Erschoff, 1874)
- E. ditreta Meyrick, 1920
- E. dodecea

Tienvlekzwartwitmot (Haworth, 1828)
- E. duckworthi Powell, 1973
- E. duplicata Meyrick, 1914
- E. elimatella Danilevsky, 1975
- E. elutella Busck, 1914
- E. epileuca Powell, 1959
- E. epiloxa Meyrick, 1914
- E. epilygella Powell, 1973
- E. epitrocha Meyrick, 1914
- E. ermineella Walsingham, 1880
- E. euphoria A. Kun, 2007
- E. exornata Zeller, 1877
- E. farrella Powell, 1973
- E. festiva Busck, 1914
- E. flavianella (Treitschke, 1832)
- E. flavicaudata Walsingham, 1912
- E. fritillella Powell, 1973
- E. fumidella (Wocke, 1850)
- E. funerella Fabricius, 1787
- E. galactarcha Meyrick, 1928
- E. gelidella Walker, 1864
- E. geranella Barnes & Busck, 1920
- E. gigantea Busck, 1914
- E. glabra Meyrick, 1920
- E. glandifera Meyrick, 1918
- E. gonimodes Meyrick, 1925
- E. haemorrhoidella (Eversmann, 1844)
- E. hagenella Chambers, 1878
- E. hamaxastra Meyrick, 1930
- E. hammella Busck, 1910
- E. heliomela Lower, 1923
- E. hemadelpha Lower, 1903
- E. hemicosma Meyrick, 1920
- E. heptasema Turner, 1898
- E. heptasticta Walsingham, 1912
- E. hiemalis (Danilevsky, 1969)
- E. hieroglyphica Powell, 1973
- E. hilarella Walker, 1863
- E. hiramella Busck, 1914
- E. hodgesella Powell, 1973
- E. howdeni Powell, 1973
- E. humiliella (Chrétien, 1916)
- E. humilis Powell, 1973
- E. incertella Capuse, 1981
- E. infelix Meyrick, 1914
- E. interposita Sattler, 1967
- E. iphicrates Meyrick, 1921
- E. iranella Zerny, 1940
- E. iridella Powell, 1973
- E. janzeni Powell, 1973
- E. japonica Sattler, 1967
- E. joviella Walsingham, 1897
- E. judicialis Meyrick, 1921
- E. julia Powell, 1973
- E. kabulica Amsel, 1969
- E. kirbyi Möschler, 1890
- E. lapidella Walsingham, 1880
- E. lassenella Busck, 1908
- E. lecmima (Sattler, 1967)
- E. lepidella (Chretien, 1907)
- E. leucocirrha Meyrick, 1926
- E. libyella (Ragonot, 1892)
- E. lichyi Powell, 1973
- E. linda Busck, 1914
- E. lineatonotella Moore, 1867
- E. linosella Viette, 1976
- E. linsdalei Powell, 1973
- E. livida (Zeller, 1852)

- E. longimaculella Chambers, 1872
- E. lugubris (Staudinger, 1879)
- E. macelhosiella Busck, 1907
- E. macneilli Powell, 1973
- E. maculata Sattler, 1967
- E. maculifera (Matsumura, 1931)
- E. mansita Busck, 1914
- E. maracandica Rebel, 1907
- E. mariannae Karsholt & Kun, 2003
- E. marmorea Walsingham, 1888
- E. melanocrates Meyrick, 1923
- E. mimihagenella Powell, 1973
- E. minuta Powell, 1973
- E. mirusella Chambers, 1874
- E. mixtella (Chrétien, 1915)
- E. monachella Busck, 1910
- E. mongolica Rebel, 1901
- E. monticola Walsingham, 1880
- E. mulleri Busck, 1909
- E. nadia Clarke, 1950
- E. namangana Rebel, 1907
- E. namella Mey, 2011
- E. nigrimaculata Sattler, 1967
- E. nigripedella Erschoff, 1877
- E. nigritaenia Powell, 1973
- E. nigroapicella (Saalmüller, 1880)
- E. nivosella Walker, 1864
- E. nobilis Diakonoff, 1967
- E. notatella Walker, 1863
- E. notomurinella Powell, 1973
- E. novoryella Viette, 1976
- E. oberthurella Viette, 1958
- E. octanoma Meyrick, 1914
- E. oculigera (Möschler, 1883)
- E. oculimarginata Diakonoff, 1947
- E. ogovensis Strand, 1913
- E. olbista Turner, 1923
- E. omega Powell, 1973
- E. orestella Powell, 1973
- E. oterostella Busck, 1934
- E. ovogensis Strand, 1913
- E. pagiopa Meyrick, 1918
- E. pala Powell, 1973
- E. palawana Schultze, 1925
- E. papiella Powell, 1973
- E. parabittenella Capuse, 1981
- E. paucella Walker, 1863
- E. penthica Walsingham
- E. penyagolosella Domingo & Baixeras, 2003
- E. pericentrota Meyrick, 1926
- E. perpulcra Walsingham, 1912
- E. persica A. Kun, 2007
- E. phoenicura Meyrick, 1932
- E. phricotypa Bradley, 1965
- E. phricotype Bradley, 1965
- E. phylacis Walsingham, 1912
- E. phylacops Powell, 1973
- E. piperella Powell, 1973
- E. plagiobothrae Powell, 1973
- E. plaumanni Powell, 1973
- E. playa Powell, 1973
- E. postica Zeller, 1877
- E. praeclara Meyrick, 1910
- E. prattiella Busck, 1915
- E. proximella Busck, 1912
- E. pseudoscythrella Rebel, 1903
- E. pseustis Turner, 1941
- E. pullata Meyrick, 1910
- E. punctessa Powell, 1973
- E. pusiella (Linnaeus, 1758)
- E. pylonotella Viette, 1956
- E. pylorella Viette, 1956
- E. pyrausta (Pallas, 1771)
- E. quadrillella

Kleine zwartwitmot (Goeze, 1783)
- E. quadrinotella (Mann, 1861)
- E. quadripunctella (Eversmann, 1844)
- E. reposita Diakonoff, 1967
- E. rhomboidella Walsingham, 1897
- E. rothschildi (Rebel, 1912)
- E. saalmullerella Viette, 1958
- E. sabiella (Felder & Rogenhofer, 1875)
- E. sandra Powell, 1973
- E. sattleri A. Kun, 2007
- E. sciaptera Lower, 1903
- E. scutula Powell, 1973
- E. scylla Powell, 1973
- E. scythropa Walsingham, 1912
- E. semilugens Zeller, 1872
- E. semiombra Dyar, 1902
- E. semitenebrella Dyar, 1902
- E. septempunctata Christoph, 1882
- E. shensicola Amsel, 1969
- E. sibirica Zagulajev, 1975
- E. sibonensis Capuse, 1981
- E. similatella Busck, 1920
- E. similis Sattler, 1967
- E. soljanikovi Danilevsky & Zagulajev, 1975
- E. sotsaella Viette, 1976
- E. sphaerosticha (Meyrick, 1886)
- E. sphenisca Powell, 1973
- E. sporadica Turner, 1941
- E. spyrathodes Meyrick, 1922
- E. striatella Busck, 1914
- E. submersa Diakonoff, 1966
- E. submissa Busck, 1914
- E. subnigritaenia Powell, 1973
- E. subsidiaris Meyrick, 1935
- E. subsimilis Walsingham, 1897
- E. suspecta Sattler, 1967
- E. tamaridella (Rebel, 1907)
- E. taxiacta Meyrick, 1920
- E. termenalbata Capuse, 1981
- E. terminella

Vierpuntzwartwitmot (Fletcher, 1938)
- E. terpnota Walsingham, 1912
- E. thoraea Meyrick, 1910
- E. timberlakei Powell, 1973
- E. transversella Busck, 1914
- E. treitschkeella Staudinger, 1880
- E. tricula Powell, 1973
- E. trifurcella Chambers, 1873
- E. tripunctella (Staudinger, 1879)
- E. tyranthes Meyrick, 1934
- E. ubsensis Zagulajev, 1975
- E. ultima Sattler, 1967
- E. umbricostella Caradja, 1927
- E. umbrimarginella Busck, 1907
- E. ungulatella Busck, 1914
- E. unilongistriella Capuse, 1981
- E. vidua Staudinger, 1880
- E. vittalbella (Christoph, 1877)
- E. volcanella Powell, 1973
- E. vulcanica Kun, 2004
- E. wellingi Powell, 1973
- E. wursteri Amsel, 1956
- E. xanthopleura Meyrick, 1931
- E. zaguljaevi Kostyuk, 1980
- E. zebrata Powell, 1959
- E. zelleriella Chambers, 1878
- E. zygospila Meyrick, 1934